# Genètica clàssica
La genètica clàssica és una part de la genètica que s'ocupa dels fenòmens macroscòpics i individuals de l'herència biològica. Nascuda en la segona meitat del segle xix a partir dels experiments de Gregor Mendel, la genètica clàssica es veurà complementada ja en el segle xx per la genètica de poblacions i la genètica molecular, per formar totes tres les disciplines bàsiques de la genètica.